# Retiro quitensis
Retiro quitensis là một loài nhện trong họ Amaurobiidae.
Loài này thuộc chi Retiro. Retiro quitensis được Eugène Simon miêu tả năm 1906.